# Рајац (Калиновик)
Рајац је насељено мјесто у општини Калиновик, Република Српска, БиХ. Према прелиминарним резултатима пописа становништва из 2013. године, у селу Рајац није било становника.

## Географија
Рајац се налази на ријеци Неретви, у подручју жупне климе. Надморска висина је око 620 метара.
Рајац је подијељен ентитетском линијом, тако да је 2,35 km² припало Општини Калиновик, док је 1,8 km² припало Граду Коњицу у Херцеговачко-неретванском кантону, Федерација Босне и Херцеговине.

## Становништво
| Националност | 2013. | 1991.     | 1981.     | 1971.       | 1961. | 1953. | 1948. |
| Муслимани    | –     | 18 (100%) | 66 (100%) | 77 (98,72%) | –     | –     | –     |
| Црногорци    | –     | –         | –         | 1 (1,282%)  | –     | –     | –     |
| Укупно       | 0     | 18        | 66        | 78          | –     | –     | –     |

| Демографија | Демографија | Демографија |
| Година      | Становника  | Становника  |
| ----------- | ----------- | ----------- |
| 1971.       | 78          |             |
| 1981.       | 66          |             |
| 1991.       | 18          |             |
| 2013.       | 0           |             |